# Leontienhuis
Het Leontienhuis is een vestiging van Stichting Leontienhuis en Stichting Vrienden van het Leontienhuis die mensen helpen met eetstoornissen. Het heeft een vestiging in Zevenhuizen (Zuidplas) in een gerestaureerde boerderij. In 2008 is de Stichting Leontienhuis opgericht. Het huis is in juli 2015 geopend door koningin Máxima. Het is een inloophuis waar iedereen langs kan komen. Stichting Leontienhuis is opgericht door Leontien van Moorsel die zelf kampte met anorexia tijdens haar wielercarrière.
Stichting Leontienhuis focust op het beleid, de strategie en het aanbod van het Leontienhuis. Stichting Vrienden van het Leontienhuis richt zich op de fondsenverwerving. Beiden stichtingen zijn geregistreerd als algemeen nut beogende instelling (ANBI).